# Kuwana

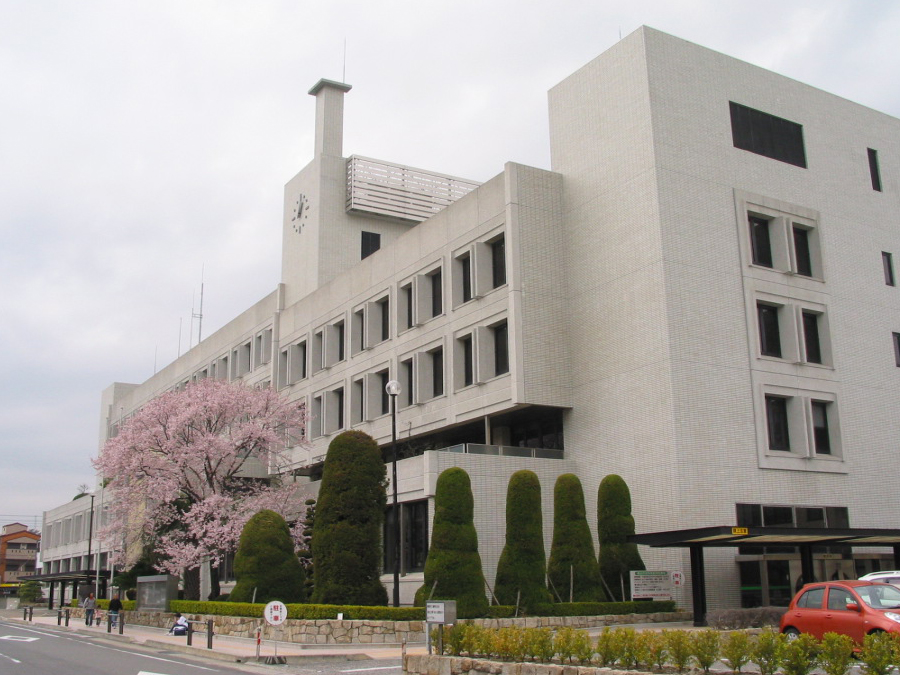
La mairie de Kuwana.

Kuwana (桑名市, Kuwana-shi) est une ville située dans la préfecture de Mie, au Japon.

## Géographie

### Situation
Kuwana est une ville du nord de la préfecture de Mie, située à 20 km au sud-ouest de Nagoya.

### Municipalités limitrophes
| Inabe     | Kaizu          | Aisai            |
| Tōin      | Kuwana         | Yatomi, Kisosaki |
| Yokkaichi | Kawagoe, Asahi | baie d'Ise       |

### Hydrographie
Kuwana est située à l'embouchure des fleuves Kiso et Ibi et de la rivière Nagara, qui se jettent dans la baie d'Ise.

### Topographie
Kuwana est située dans le sud des monts Yōrō.

### Démographie
En septembre 2020, la population de Kuwana s'élevait à 141 458 habitants, répartis sur une superficie de 136,68 km2.

## Histoire
Kuwana était le centre du domaine de Kuwana à l'époque d'Edo. Le bourg moderne de Kuwana est créé le 1er avril 1889 et obtient le statut de ville le 1er avril 1937.
Le 16 juillet 1945, la ville subit un bombardement des B-29 de l'USAF.
Le 6 décembre 2004, les bourgs de Nagashima et Tado, tous les deux du district de Kuwana, ont été intégrés à la ville de Kuwana.

## Culture locale et patrimoine

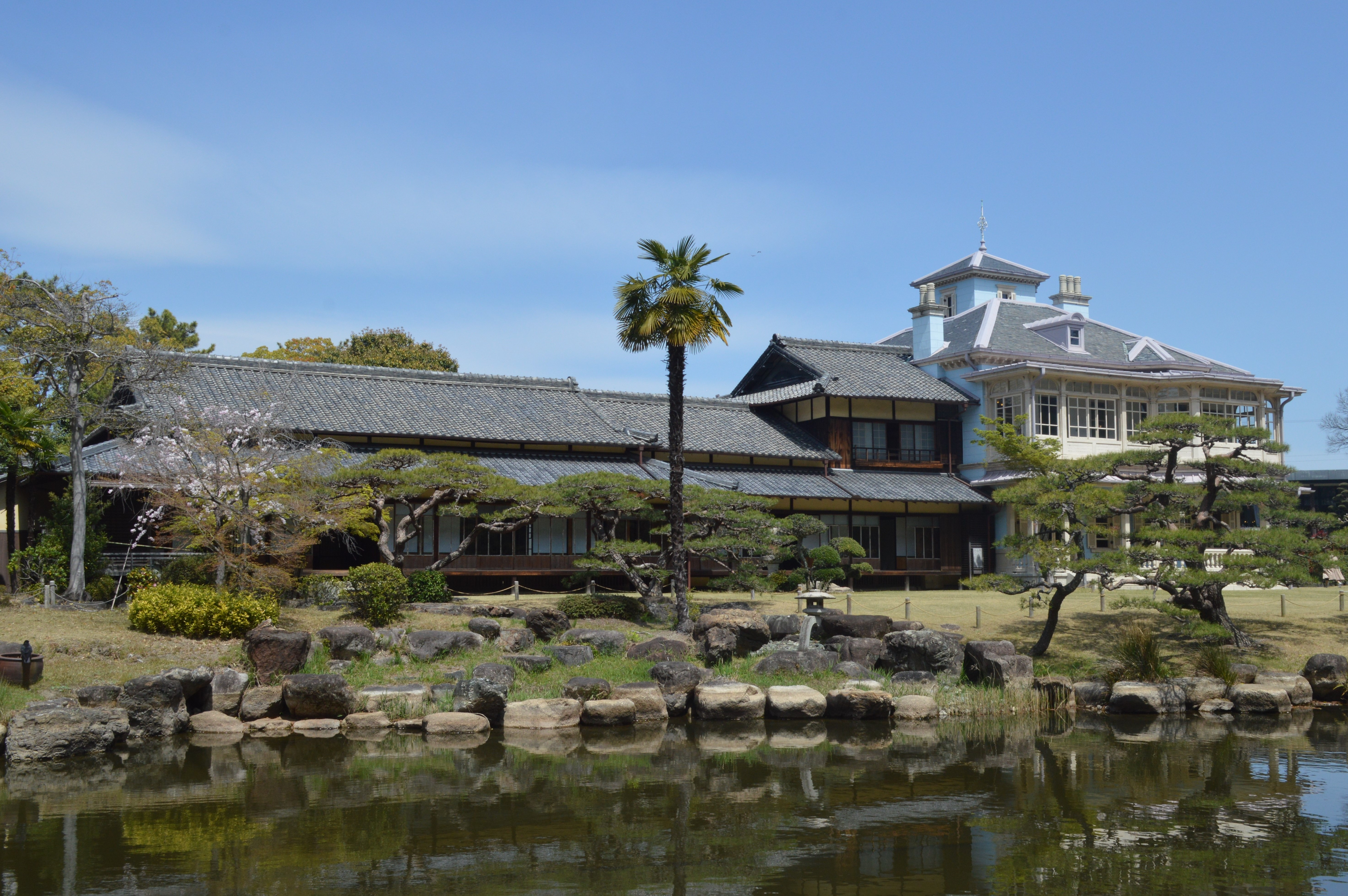
Rokkaen

- Château de Kuwana
- Tado-taisha
- Festival de Tado
- Nagashima Spa Land
- Rokkaen

## Transports
Kuwana est desservie par plusieurs lignes ferroviaires :
- la ligne principale Kansai de la JR Central,
- la ligne Nagoya de la Kintetsu,
- la ligne Yōrō de la Yoro Railway,
- la ligne Hokusei de la Sangi Railway.

La gare de Kuwana est la principale gare de la ville.

## Personnalités liées à la municipalité
- Tatsumi Naofumi (1845-1907), général ;
- Reiji Suzuki (né en 1928), homme politique ;
- Atsuko Tōyama (née en 1938), femme politique ;
- Sachiko Yamamoto (née en 1967), femme politique.